# Villars-Saint-Georges
Villars-Saint-Georges là một xã của tỉnh Doubs, thuộc vùng Bourgogne-Franche-Comté, miền đông nước Pháp.

## Dân số
| 1962                                 | 1968 | 1975 | 1982 | 1990 | 1999 | 2005 |
| ------------------------------------ | ---- | ---- | ---- | ---- | ---- | ---- |
| 124                                  | 134  | 120  | 143  | 153  | 181  | 228  |
| Từ năm 1962: Dân số không tính trùng |      |      |      |      |      |      |